# El último túnel
El último túnel és una pel·lícula mexicana de drama del 1987 dirigida per Servando González. La pel·lícula va ser seleccionada com a entrada mexicana a l'Oscar a la millor pel·lícula de parla no anglesa als Premis Oscar de 1988, però no va ser acceptada com a candidata.

## Sinopsi
L'enginyer Manuel Iglesias és comissionat per supervisar l'ampliació del tram de ferrocarril que va de l'estat de Chihuahua al Pacífic; hi envia al seu fill adoptiu Julián, renuent a col·laborar en l'obra i que un cop al seu lloc sedueix i deixa embarassada Andarica, filla del governador Tarahumara. Tot i que ell no es vol casar, Manuel Iglesias es compromet davant el governador a que sí ho farà.

## Repartiment
- David Reynoso - Manuel Iglesias 'El Mayor'
- Gerardo Zepeda - Pequeño
- Enrique Lucero - Juan Penagos
- Ignacio Guadalupe - Julián
- Holda Ramírez - Anarica
- Pablo Ortega - Oromi
- Claudio Sorel - Beltrán